# USS Barton (DD-722)
Pour les autres navires du même nom, voir USS Barton.
L'USS Barton (DD-722) est un destroyer de classe Allen M. Sumner en service dans la Marine des États-Unis pendant la Seconde Guerre mondiale. C’est le deuxième destroyer de la marine américaine à porter ce nom après la destruction du DD-599 le 13 novembre 1942 par le destroyer japonais Amatsukaze pendant la bataille de Guadalcanal.
Sa quille est posé le 24 mai 1943 au chantier naval Bath Iron Works de Bath, dans le Maine. Il est lancé le 10 octobre 1943, parrainé par Mme Barbara Doyen Barton, petite-fille du contre-amiral John Kennedy Barton (en). Il est mis en service le 30 décembre 1943 sous le commandement du commander J. W. Callahan.

## Historique
Le 14 mai 1944, le Barton quitte le port de Norfolk et fait route en direction de Plymouth en vue de participer aux opérations amphibies en Normandie. Dès le 4 juin, il sauve 31 membres d’équipage du LCT-2498 engagé dans le cadre de l’opération Neptune qui sombrera dans la Manche.
Il participe le Jour J à l’appui-feu naval des forces terrestres alliées débarquant sur Utah Beach, puis au bombardement de Cherbourg le 25 juin 1944, durant lequel il est légèrement endommagé par des tirs allemands.
Le 10 juillet, il fait route vers les États-Unis avant d’être engagé dans le Pacifique, notamment au sein de la 5e escadre puis de la 3e escadre. Il participe notamment aux débarquements d'Ormoc, de l'île de Mindoro, du golfe de Lingayen, à la bataille d'Iwo Jima et appuie la Cinquième flotte pour les raids sur Honshu et Nansei Shoto. Du 21 mars au 30 juin 1945, il prend part à la l'invasion d'Okinawa et du 10 au 24 juillet, appuie les raids sur le Japon avec la Troisième flotte.
Après la Seconde Guerre mondiale, le Barton est déployé dans le Pacifique et au large de la Corée avec la Task Force 77, une période durant laquelle il subit de nouveaux dégâts et perd plusieurs marins. Après plusieurs exercices et patrouilles, il est témoin des combats du canal de Suez en octobre 1956.
Placé en réserve en août 1968, il est retiré définitivement du service en septembre. Le 8 octobre 1969, l’USS Barton est volontairement coulé en mer lors d’un exercice de tir de l’US Navy.

## Décorations
Le Barton a reçu six battle stars pour son service pendant la Seconde Guerre mondiale et deux autres lors de la guerre de Corée.